# Plou (Espagne)
Pour les articles homonymes, voir Plou (homonymie).
Plou est une commune d’Espagne, dans la Comarque de Cuencas Mineras, province de Teruel, communauté autonome d'Aragon.